# Poloïde
 (avril 2018).
Améliorez-le ou discutez des points à vérifier. 
En mathématiques, une poloïde est une courbe définie par une équation polaire, par exemple une rosace. Cette courbe peut présenter un ou plusieurs points d'inflexion, appelés pôles. Mécaniquement, on peut construire une poloïde en déformant un cercle.

## Utilisation

### Finances
Le terme de poloïde est également utilisé en finances pour décrire les courbes stochastiques du cours d'une action.

Exemple de poloïde analysée dans la finance.

#### Physique

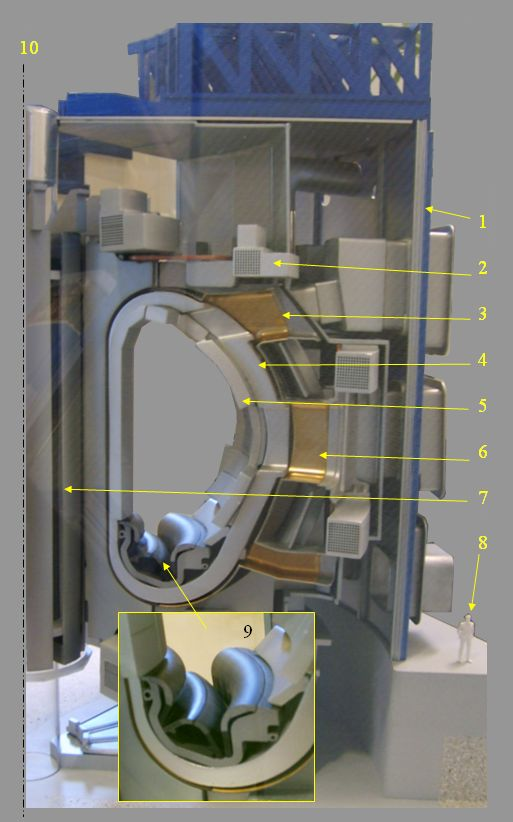
Section du réacteur ITER. On y voit la paroi interne de la chambre du réacteur en forme de D qui est une poloïde.

Dans un tokamak, la section du tore n'est pas circulaire mais poloïdale. Elle correspond à un cercle aplati contre le petit rayon du tore.